# Heinrich Prinz zu Sayn-Wittgenstein
Heinrich Alexander Ludwig Peter zu Sayn-Wittgenstein (Copenaghen, 14 agosto 1916 – Lübars, 21 gennaio 1944) è stato un aviatore tedesco, asso della Luftwaffe durante la seconda guerra mondiale.

## Biografia
Apparteneva ad una famiglia dell'alta nobiltà tedesca, la famiglia dei principi di Sayn-Wittgenstein, e discendeva dal ramo della famiglia del quale era stato capostipite in celebre generale tedesco dell'esercito russo, il principe Peter Wittgenstein, grande avversario di Napoleone I. Suo padre era il principe Gustav Alexander zu Sayn-Wittgenstein (1880–1953), diplomatico dell'ambasciata tedesca a Copenhagen, sua madre era la baronessa Walburga von Friesen (1885–1970)
Sayn-Wittgenstein studiò all'Accademia Militare di Stendal, uscendone tenente di un reggimento di cavalleria, ma affascinato dal successo che allora stavano avendo i mezzi aerei, si arruolò in aeronautica, e uscì dall'accademia di volo di Braunschweig sottotenente e specializzato pilota e osservatore. Colpito anche dal fascino che esercitava il nazismo sull'esercito, partecipò attivamente alle operazioni aeree delle guerre di conquista tedesche, combattendo la Battaglia d'Inghilterra a bordo dell'aereo da caccia "Hindemburg" e abbatté grandi aerei della RAF ad alta quota sopra Biggin Hill.
Promosso tenente per meriti di guerra, partecipò all'Operazione Barbarossa nel gruppo aereo del nord, bombardando le basi militari russe di Jelgava e Riga, occupando anche l'aeroporto di Kaunas. Promosso capitano, ebbe un ruolo importante durante le operazioni di incursione nelle retrovie nemiche sul fronte orientale, attaccando soprattutto di notte, e si conta che abbia abbattuto solo nel 1942 83 apparecchi Avro Lancaster. Fu deciso di insignirlo della Croce del cavaliere e fu chiamato a Rastemburg da Hitler per dare luogo alla cerimonia. Conosciuto per le sue idee notoriamente nazionaliste ma ostili a Hitler, fu contattato dai cospiratori dell'Abwehr per uccidere Hitler durante la cerimonia, e accettato l'incarico però, non ebbe modo di portarlo a termine; anzi fu promosso maggiore da Hitler e gli vennero affidate due squadriglie di volo nel nord della Germania.
Tornando da un'incursione durante una notte di tempesta, i segnalatori dell'aeroporto di Stendal avevano dimenticato di accendere i fari di segnalazione, e sconvolto dalle intemperie, l'aereo di Sayn-Wittgenstein atterrò male, fracassandosi al suolo e provocò la morte di tutti coloro che vi erano a bordo. A Sayn-Wittgenstein vennero tributati i funerali di stato e fu largamente ricordato per la sua personalità antiquata e fedele alle tradizioni.

## Ascendenza
|                                                     |                                |                                             | Genitori                                                      |  |  | Nonni |  |  | Bisnonni                                           |  |  | Trisnonni                                                    |  |
|                                                     |                                |                                             |                                                               |  |  |       |  |  | Ludwig, I principe di Sayn-Wittgenstein-Berlenburg |  |  | Peter, I principe di Sayn-Wittgenstein-Berleburg-Ludwigsburg |  |
|                                                     |                                |                                             |                                                               |  |  |       |  |  | Ludwig, I principe di Sayn-Wittgenstein-Berlenburg |  |  | Peter, I principe di Sayn-Wittgenstein-Berleburg-Ludwigsburg |  |
|                                                     |                                | contessa Antonia Cäcilie Snarska            |                                                               |  |  |       |  |  | Ludwig, I principe di Sayn-Wittgenstein-Berlenburg |  |  |                                                              |  |
| Alexander, IV principe di Sayn-Wittgenstein-Sayn    |                                |                                             |                                                               |  |  |       |  |  | Ludwig, I principe di Sayn-Wittgenstein-Berlenburg |  |  |                                                              |  |
|                                                     |                                | principessa Leonilla Ivanovna Barjatinskaja | principe Ivan Ivanovič Barjatinskij                           |  |  |       |  |  |                                                    |  |  |                                                              |  |
|                                                     |                                | principessa Leonilla Ivanovna Barjatinskaja | principe Ivan Ivanovič Barjatinskij                           |  |  |       |  |  |                                                    |  |  |                                                              |  |
|                                                     |                                | principessa Leonilla Ivanovna Barjatinskaja | contessa Marie Wilhelmina von Keller                          |  |  |       |  |  |                                                    |  |  |                                                              |  |
| principe Gustav Alexander zu Sayn-Wittgenstein-Sayn |                                | principessa Leonilla Ivanovna Barjatinskaja |                                                               |  |  |       |  |  |                                                    |  |  |                                                              |  |
|                                                     |                                | Louis, II principe di Blacas                | Pierre-Louis, I principe di Blacas                            |  |  |       |  |  |                                                    |  |  |                                                              |  |
|                                                     |                                | Louis, II principe di Blacas                | Pierre-Louis, I principe di Blacas                            |  |  |       |  |  |                                                    |  |  |                                                              |  |
|                                                     |                                | Louis, II principe di Blacas                | contessa Henriette Marie du Bouchet de Sourches de Montsoreau |  |  |       |  |  |                                                    |  |  |                                                              |  |
| principessa Marie Auguste Yvonne de Blacas d'Aulps  |                                | Louis, II principe di Blacas                |                                                               |  |  |       |  |  |                                                    |  |  |                                                              |  |
|                                                     |                                | duchessa Marie de Perusse des Cars          | Amédée Francois de Pérusse, II duca di Cars                   |  |  |       |  |  |                                                    |  |  |                                                              |  |
|                                                     |                                | duchessa Marie de Perusse des Cars          | Amédée Francois de Pérusse, II duca di Cars                   |  |  |       |  |  |                                                    |  |  |                                                              |  |
|                                                     |                                | duchessa Marie de Perusse des Cars          | Augustine du Bouchet de Sourches de Tourzel                   |  |  |       |  |  |                                                    |  |  |                                                              |  |
| principe Heinrich zu Sayn-Wittgenstein-Sayn         |                                | duchessa Marie de Perusse des Cars          |                                                               |  |  |       |  |  |                                                    |  |  |                                                              |  |
|                                                     | Luitbert, II barone di Friesen | Heinrich Adolph, I barone di Friesen        |                                                               |  |  |       |  |  |                                                    |  |  |                                                              |  |
|                                                     | Luitbert, II barone di Friesen | Heinrich Adolph, I barone di Friesen        |                                                               |  |  |       |  |  |                                                    |  |  |                                                              |  |
|                                                     | Luitbert, II barone di Friesen | Henriette Charlotte Luise von Seidewitz     |                                                               |  |  |       |  |  |                                                    |  |  |                                                              |  |
| Heinrich, III barone di Friesen                     | Luitbert, II barone di Friesen |                                             |                                                               |  |  |       |  |  |                                                    |  |  |                                                              |  |
|                                                     |                                | Cäcilie Sahrer von Sahr                     | Dietrich August Sahrer von Sahr                               |  |  |       |  |  |                                                    |  |  |                                                              |  |
|                                                     |                                | Cäcilie Sahrer von Sahr                     | Dietrich August Sahrer von Sahr                               |  |  |       |  |  |                                                    |  |  |                                                              |  |
|                                                     |                                | Cäcilie Sahrer von Sahr                     | Adelheid von Könneritz                                        |  |  |       |  |  |                                                    |  |  |                                                              |  |
| baronessa Walburga von Friesen                      |                                | Cäcilie Sahrer von Sahr                     |                                                               |  |  |       |  |  |                                                    |  |  |                                                              |  |
|                                                     |                                | Karl, IV conte di Hohenthal                 | Karl, III conte di Hohenthal                                  |  |  |       |  |  |                                                    |  |  |                                                              |  |
|                                                     |                                | Karl, IV conte di Hohenthal                 | Karl, III conte di Hohenthal                                  |  |  |       |  |  |                                                    |  |  |                                                              |  |
|                                                     |                                | Karl, IV conte di Hohenthal                 | contessa Walpurgis von Schaffgotsch                           |  |  |       |  |  |                                                    |  |  |                                                              |  |
| contessa Martha von Hohenthal                       |                                | Karl, IV conte di Hohenthal                 |                                                               |  |  |       |  |  |                                                    |  |  |                                                              |  |
|                                                     |                                | Auguste von Wuthenau                        | Karl Adam Traugott von Wuthenau                               |  |  |       |  |  |                                                    |  |  |                                                              |  |
|                                                     |                                | Auguste von Wuthenau                        | Karl Adam Traugott von Wuthenau                               |  |  |       |  |  |                                                    |  |  |                                                              |  |
|                                                     |                                | Auguste von Wuthenau                        | contessa Isidora von Hohenthal                                |  |  |       |  |  |                                                    |  |  |                                                              |  |
|                                                     |                                | Auguste von Wuthenau                        |                                                               |  |  |       |  |  |                                                    |  |  |                                                              |  |